# Csarnóta, Baranya
Csarnóta este un sat în districtul Siklós, județul Baranya, Ungaria, având o populație de 143 de locuitori (2011). 

## Demografie
Componența etnică a satului Csarnóta
     Maghiari (88,14%)
     Romi (5,08%)
     Germani (3,39%)
     Necunoscut (3,39%)
     Alții (3,39%)
Componența confesională a satului Csarnóta
     Romano-catolici (32,87%)
     Reformați (16,08%)
     Fără religie (4,9%)
     Luterani (4,2%)
     Necunoscută (41,96%)
     Alte religii (2,1%)
Conform recensământului din 2011, satul Csarnóta avea 143 de locuitori. Din punct de vedere etnic, majoritatea locuitorilor (88,14%) erau maghiari, existând și minorități de romi (5,08%) și germani (3,39%). Apartenența etnică nu este cunoscută în cazul a 3,39% din locuitori. Nu există o religie majoritară, locuitorii fiind romano-catolici (32,87%), reformați (16,08%), persoane fără religie (4,9%) și luterani (4,2%). Pentru 41,96% din locuitori nu este cunoscută apartenența confesională.